# Unione Sportiva Sestese Calcio
L'Unione Sportiva Sestese Calcio A.S.D., meglio nota come Sestese, è una società calcistica italiana con sede nella città di Sesto Calende.
Milita in Eccellenza, quinta divisione del campionato italiano.

## Storia
La società fu fondata l'11 novembre 1913 col nome di Unione Sportiva Sestese.
L'avventura nel calcio italiano inizia nel 1921 quando, dopo aver adeguato il campo alle normative FIGC, si iscrive al campionato di Promozione del Comitato Regionale Piemontese. Le distanze all'epoca erano notevoli, le squadre lombarde più vicine erano la Lavenese, Sommese, Varese e Gallaratese, molto più vicine quelle della zona Lago Maggiore.
Si inizia alla grande: 4 vittorie e 6 pareggi, imbattuta contro Domo F.C., Omegnese, Crusinallese, Pallanza ed Intrese. Entrata in finale contro la vincente del girone A, ovvero i Vercellesi Erranti, si acciuffa un pareggio 1-1 ma in trasferta arriva la prima sconfitta: 0-2 e titolo sfumato. Col Compromesso Colombo arriva l'ammissione alla Seconda Divisione Nord, ma il girone è molto duro come l'immediata retrocessione in Terza Divisione Lombarda per il penultimo posto in classifica con 7 punti.
Entrata in ambito lombardo, partecipa ai campionati di Terza Divisione ottenendo discreti risultati. Fu ammessa a partecipare anche alla Coppa Italia della stagione 1926-1927: nella gara d'esordio, al secondo turno, si trovò ad affrontare il Brescia, squadra della Divisione Nazionale: a sorpresa i varesini sconfissero le rondinelle con un secco 4-1. Ammessi al quarto turno d'ufficio non poterono disputare la partita contro la Reggiana poiché la manifestazione fu interrotta.
La società era forte, ben attrezzata, ma soprattutto si doveva ampliare la Seconda Divisione Nord ed è per questo motivo che la Sestese ne è ammessa a completamento organici entrando così nel gruppo delle società che hanno calcato i campi di Serie C, ottenendola nella stagione 1936-37.

### Dopolavoro Aziendale SIAI Marchetti
Nel 1934 l’Opera Nazionale Dopolavoro fece confluire il club alle dipendenze della famosa ditta aeronautica locale, la SIAI Marchetti, assumendo quindi il nome di Dopolavoro SIAI Marchetti. L'anno successivo si mise di nuovo in luce in coppa eliminando per 2-1 la Pro Patria prima di essere sconfitta per 4-0 dal Piacenza e arrivando undicesima in campionato.
Nella stagione 1937-38 la squadra si salvò per due punti in campionato ma fu la grande sorpresa della Coppa Italia: al primo turno eliminatorio batté per 2-1 il Legnano, al secondo eliminatorio si prese per 1-0 la rivincita sul Piacenza, al terzo eliminatorio piegò per 2-1, dopo i tempi supplementari, la Reggiana, superò ai sedicesimi per 3-2 (sempre dopo i supplementari) il Modena e si piegò solo agli ottavi di finale al Torino finalista (vinsero i granata per 1-0 ai supplementari).
L'annata 1938-39 fu quella del declino: la squadra retrocedette staccata solo di un punto dal Crema salvo e in coppa non si qualificò perdendo per 3-0 col Como. La squadra era nota come regio omaggio come Savoia Marchetti).
A causa di una crisi societaria a cui contribuirono la distruzione del campo sportivo durante la Seconda guerra mondiale, il malaparata politica del settore di attività dell’azienda controllante, e il crollo delle istituzioni fasciste, la società ripartì dai campionati regionali come un normale club cittadino.

### La storia recente
L'attuale presidente in carica Alberto Brovelli entrò in società società a partire dal 1990 quando la prima squadra militava in Prima Categoria, ha assunto la presidenza ufficiale dal settembre 1995.
Da allora, l'U.S. Sestese Calcio ha attraversato fasi alterne: nel 1991 la squadra è promossa in Promozione, ma al termine della stagione 95-96 retrocedette di nuovo in Prima Categoria.
L'anno seguente, sotto la guida di mister Dossena, si classificò seconda in campionato, e ritornò in Promozione.
Dopo 5 stagioni in questa categoria, (dal 1997 al 2002), centrò il secondo posto in campionato sotto la guida di mister Rivolta, e, disputati gli spareggi con le seconde classificate degli altri gironi, venne promossa in Eccellenza.
Da quel momento in poi, la Sestese disputò 5 anni consecutivi in questa categoria, ma nella stagione 2006-07, sotto la guida di Mister Mario Belluzzo, vinse il campionato di Eccellenza Lombardia, giungendo allo storico traguardo della Serie D.
Nella stagione 2007-08, sotto la guida, prima dello stesso Belluzzo, e poi di Alessandro Oliva, la Sestese, dopo una travagliata stagione, centra l'obiettivo della salvezza in Serie D, passando per i play-out: si classifica infatti al 14º posto in classifica e deve spareggiare contro il Merate giunto 15º nella regular season. Ai play-out, i risultati di 2 a 0 fuori casa e 1 a 1 in casa, significano per la Sestese, la storica salvezza in Serie D.
Nel mese di giugno 2008, viene ufficializzato il nuovo allenatore per la stagione 2008-09: si tratta di Fiorenzo Roncari.
La stagione 2008-09 vede la Sestese concludere il campionato con un ottimo quarto che le vale l'accesso ai play-off.

## Colori e Simbolo
I suoi colori sociali sono il bianco e l'azzurro.

## Palmarès

### Competizioni regionali
- Eccellenza: 1

2006-2007 (girone A)
- Prima Categoria: 1

1991-1992
- Prima Divisione: 1

1935-1936 (girone B)
- Seconda Divisione: 1

1932-1933 (girone C)
- Campionato italiano di terza divisione: 1

1926-1927 (girone B)